# Zoriah Miller
Zoriah Miller (* 27. ledna 1976), znám také jako Zoriah, je americký fotožurnalista a válečný fotograf.

## Kariéra
Jeho fotografii ukazující jeden z následků tsunami v Indickém oceánu v roce 2004 zveřejnil časopis Newsweek.
Jeho snímky z konfliktu v Iráku byly zveřejněny v souvislosti s kontroverzí, kdy byl vyhozen z nasazení u amerických jednotek, když byl obviněn z porušení podmínek svého nasazení tím, že fotografoval mrtvé a zraněné vojáky. Fotografie mrtvých příslušníků americké námořní pěchoty po útoku sebevražedného atentátníka v Al-Karmahu, které pořídil v Iráku a které zveřejnil na svých internetových stránkách, byly diskutovány na internetových fórech a následně zmíněny v několika článcích.